# Pieve San Vincenzo
Pieve San Vincenzo (La Piéva nel dialetto locale) è una frazione sparsa del comune di Ventasso, in provincia di Reggio Emilia.

## Geografia
Pieve San Vincenzo si estende lungo la vallata del torrente Andrella, nell'alta val d'Enza, nella sezione occidentale dell'Appennino reggiano. La frazione, situata a 13,5 km a sud-ovest di Ramiseto, è composta dalle località di Fornolo, Pieve e Storlo.

## Storia
La località risulta menzionata per la prima vota in un atto di pacificazione del 1197 tra Guglielmo Vallisneri e l'abate di Marola. Pieve San Vincenzo era una delle tredici ville che nel medioevo formavano la valle dei Cavalieri.
Nel 1847, in seguito al trattato di Firenze, venne ceduta dal ducato di Parma e Piacenza al ducato di Modena e Reggio. Proclamato comune nel 1859, nel 1873 la sede comunale venne trasferita a Ramiseto. Fu duramente colpita da un terremoto nel 1920. 

## Monumenti e luoghi d'interesse
- Chiesa dei Santi Vincenzo e Anastasio, fondata secondo la tradizione locale da Matilde di Canossa, risulta menzionata in un documento del 1230 come avente giurisdizione su una dozzina di cappelle[1]. Fu distrutta dal terremoto del 1920 e in seguito fu ricostruita in stile neoromanico alcuni metri più a monte rispetto all'edificio precedente. La torre campanaria, che prima del 1920 sorgeva accanto all'abside, venne anch'essa ricostruita in stile neoromanico. Oggi la chiesa è meta di pellegrinaggio di molte badanti, poiché la sua ricostruzione venne finanziata, dopo la fine del seconda guerra mondiale, da un fondo creato dalle domestiche di tutta Italia. Dell'antichissima pieve matildica non rimane che un capitello e il fonte battesimale.